# 松田奈緒子
松田 奈緒子（まつだ なおこ、1969年1月21日 - ）は、日本の漫画家。女性。長崎県諫早市出身。夫は漫画解説者の新保信長。実妹はコミックエッセイ劇場編集長の松田紀子。

## 経歴
小学5年生のとき大和和紀の『はいからさんが通る』を読んで漫画家を志す。長崎日本大学高等学校卒業。1学年上に谷川史子がいた。
上京して少女漫画家の木原敏江のアシスタントを務めた後、27歳のときに『コーラス』（集英社）に掲載された『ファンタスティックデイズ』でデビュー。
『重版出来!』はドラマ化され、小学館漫画賞を受けた。

## 作品リスト
- 『レタスバーガープリーズ. OK, OK!』集英社〈ヤングユーコミックス〉全10巻
  - （完全版）河出書房新社、全3巻
- 『悪いのは誰』集英社〈クイーンズコミックス〉全2巻
- 『雪月花 大門パラダイス』祥伝社〈フィールコミックス〉、全1巻
- 『少女漫画』集英社〈クイーンズコミックス〉全1巻（『コーラス』2007年6月号 - 2007年12月号） - 一部が2009年に『派遣のオスカル 〜少女漫画に愛をこめて』としてテレビドラマ化された。
- 『100年たったらみんな死ぬ』講談社〈ワイドKC〉上・下巻（『Beth』2006年vol.1 - 2008年vol.8）
- 『スラム団地』メディアファクトリー、全1巻
- 『花吐き乙女』講談社〈ワイドKC〉全3巻（『Kiss』2008年No.16 - 2010年No.8）
- 『東北沢5号』集英社〈りぼんマスコットコミックス Cookie〉全3巻（『Cookie』2010年11月号 - 2012年3月号）
- 『重版出来!』小学館〈ビッグコミックス〉全20巻（『月刊!スピリッツ』2012年11月号 - 2023年8月号） - 2016年4月よりTBS火曜ドラマ枠にてテレビドラマ化[3]。
- 『非合法ロマンス』講談社〈KC KISS〉全3巻（『Kiss』2024年2月号[4] - 2025年7月号[5]）

## メディア出演
- 漫道コバヤシ #98「『重版出来！』完結記念SP！松田奈緒子先生降臨！」（2023年9月25日、フジテレビONE）[6]